# Чемпионат по поеданию хот-догов в Нью-Йорке
Чемпионат по поеданию хот-догов (англ. Nathan's Hot Dog Eating Contest) — ежегодный американский конкурс по поеданию хот-догов на скорость, устраиваемый 4 июля компанией Nathan's Famous в США с 1972 года.

## История
Конкурс по поеданию хот-догов проводится ежегодно в Кони-Айленде (Нью-Йорк) с 1972 года, однако организатор мероприятия Nathan’s Famous утверждает, что первый чемпионат прошёл в 1916 году.
С 2007 года победители получают денежное вознаграждение и пояса чемпионов.

## Правила
Участники стоят на платформе за длинным столом с напитками и знаменитыми хот-догами Натана в булочках. Большинство участников использует воду или другие напитки. Приправы разрешены, но обычно не используются. Хот-догам позволяют немного остыть после приготовления на гриле, чтобы предотвратить возможные ожоги рта. За 10 минут участники конкурса должны попытаться съесть как можно больше хот-догов. Зрители наблюдают и подбадривают едоков в непосредственной близости. Хот-доги, все еще находящиеся во рту по окончании 10 минут, учитываются, если они впоследствии будут проглочены. После того, как победитель объявлен, для возможности фотографирования выдается табличка с указанием количества хот-догов, съеденных победителем.

## Галерея

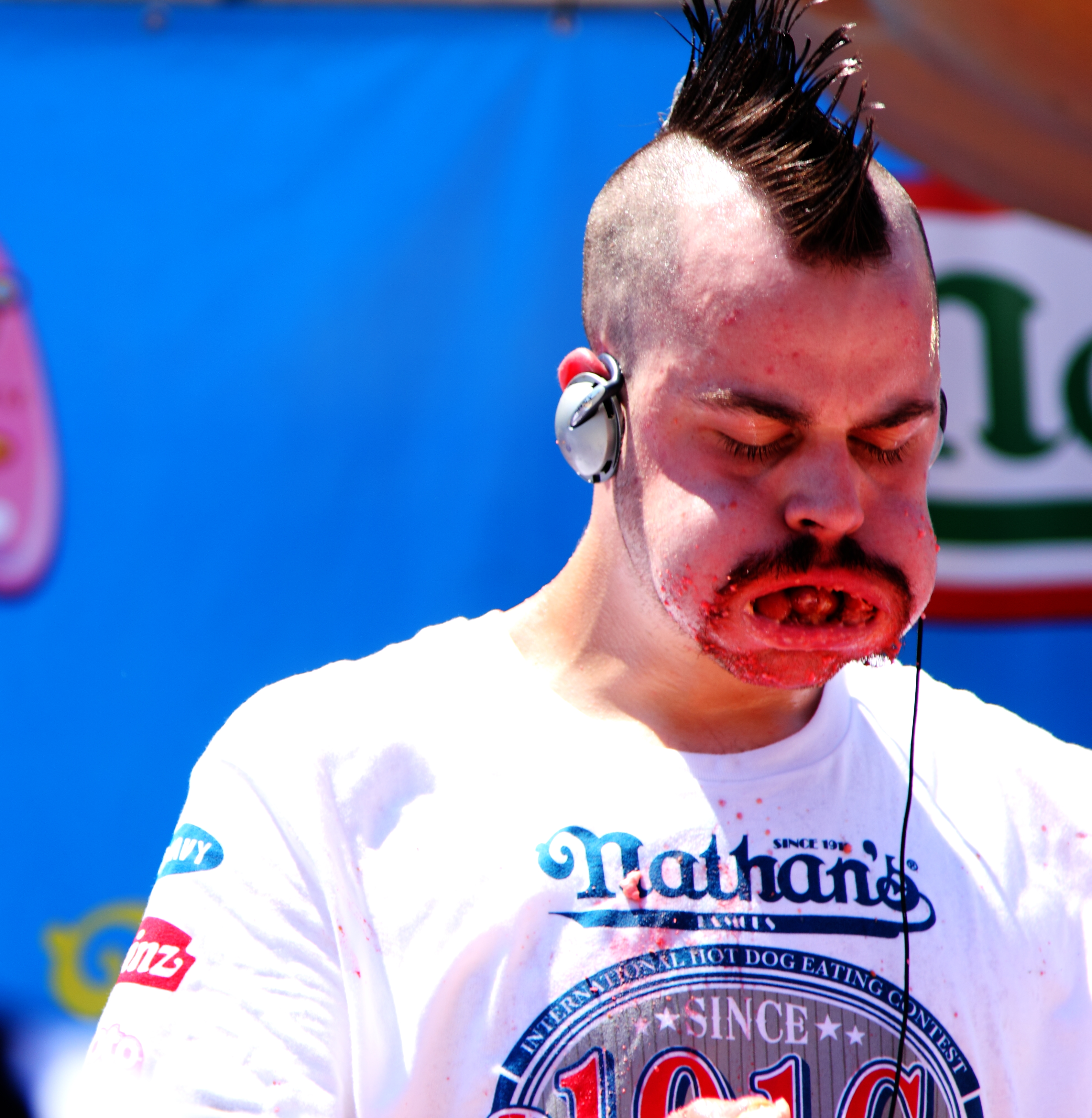
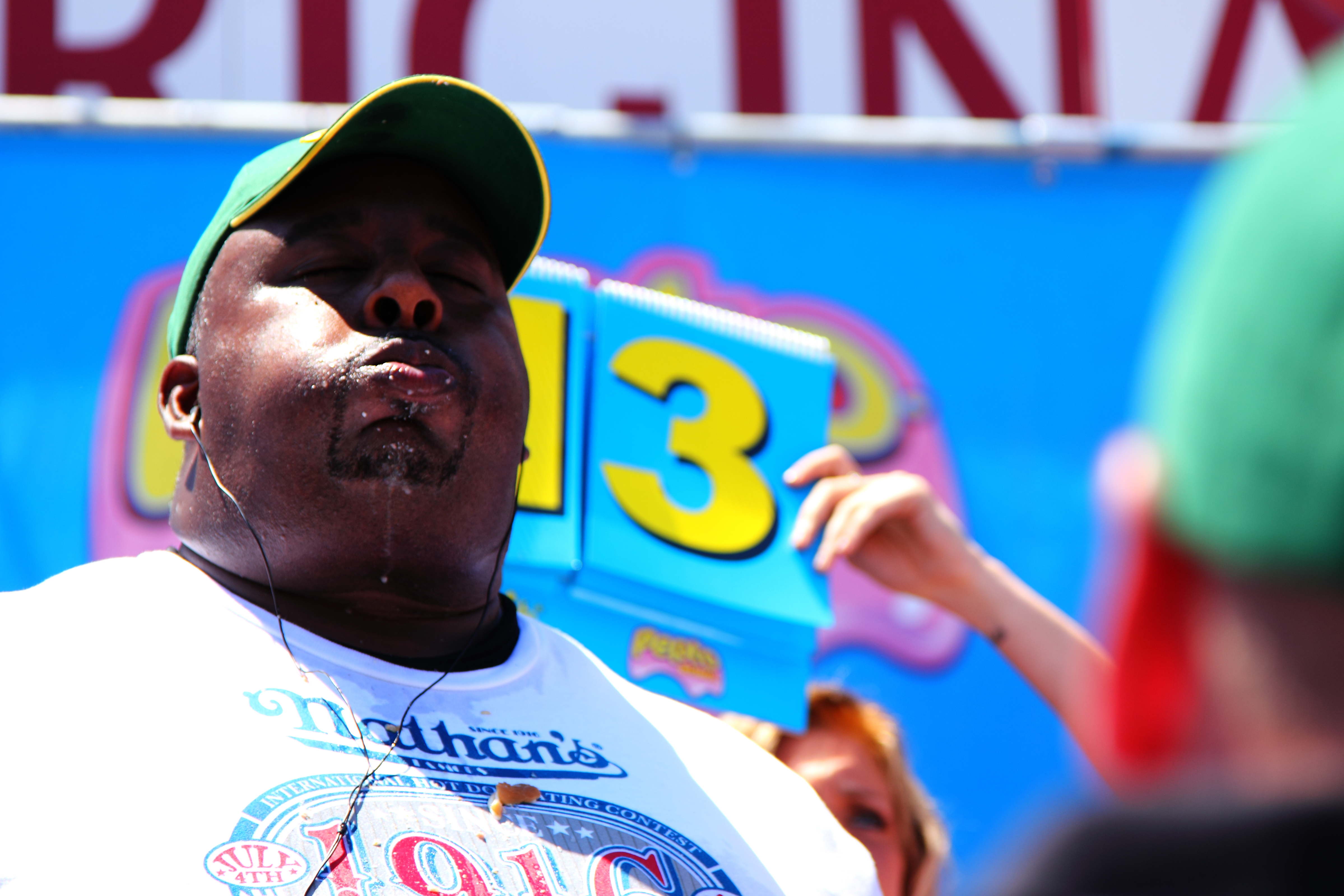
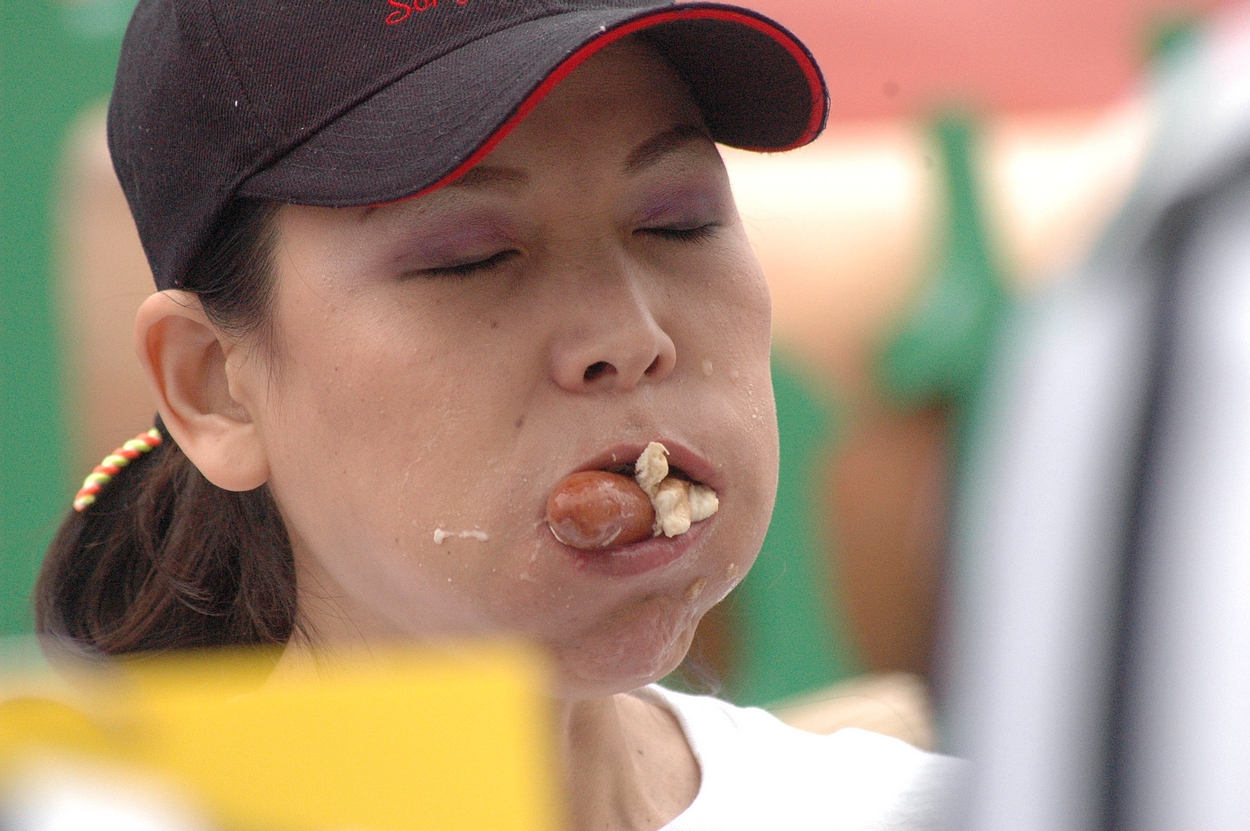
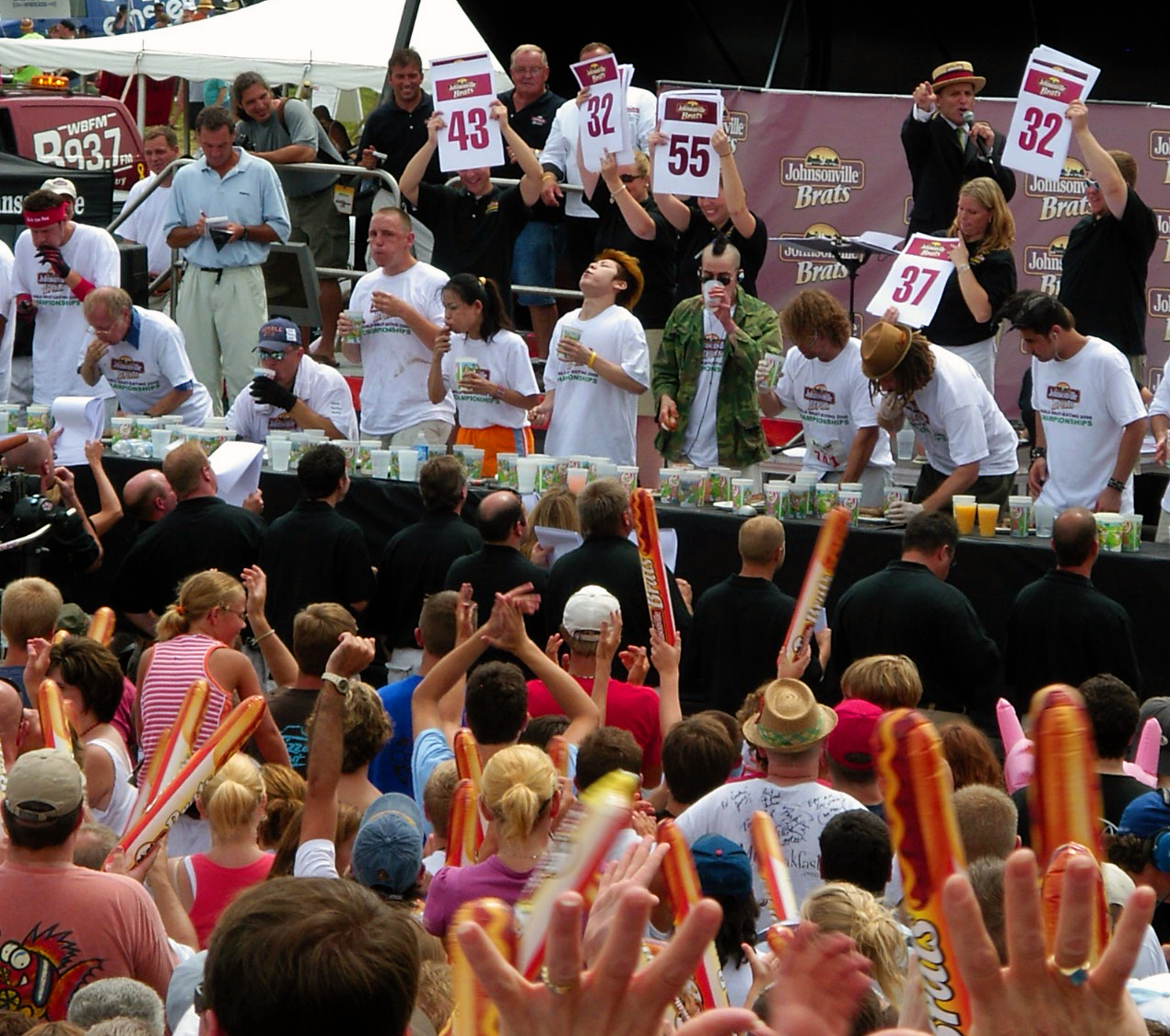

## Известные участники
- Джоуи Честнат — гражданин США, лучший в мире едок по версии высшей лиги едоков (MLE). 4 июля 2018 года выиграл конкурс 11-й раз, съев 74 хот-дога. Также принимает участие в конкурсах поедания острого чили, мороженого и т. д.

- Мики Судо — жительница Лас-Вегаса, по данным на 2018 год, занимает первое место среди женщин. Рекорд — 45 хот-догов в 2012 году.